# マルちゃん杯全日本少年柔道大会
マルちゃん杯全日本少年柔道大会（マルちゃんはいぜんにほんしょうねんじゅうどうたいかい）は、毎年9月に開催される、小学生と中学生を対象とした柔道の全国大会。全国中学校柔道大会及び近代柔道杯全国中学生柔道大会とともに中学柔道3大大会のひとつに数えられる。2012年には全日本選抜少年柔道大会からマルちゃん杯全日本少年柔道大会に大会名称が変更された。

## 概要
東洋水産が主催する全国7地区で開催されるマルちゃん杯少年柔道大会で上位に入賞した小学生及び中学生の各チームによる個人戦と団体戦の全国大会として1990年に始まった。
個人戦は2004年を最後に取り止めとなる。その後、2008年から中学の部で女子団体戦が実施されるようになった。2020年と2021年は新型コロナウイルスの影響で開催されなかったが、2022年には3年ぶりに再開された。

### 団体歴代優勝校
| 1  | 1990年 | 国士舘                                             | 東京                                               | 実施せず                                           |                                                    | 田崎少年団                                         | 鹿児島                                             |                                                    |                                                    |
| 2  | 1991年 | 弦巻                                               | 東京                                               | 実施せず                                           | 佐藤道場                                           | 群馬                                               |                                                    |                                                    |                                                    |
| 3  | 1992年 | 弦巻(2)                                            | 東京                                               | 実施せず                                           | 角道場                                             | 福岡                                               |                                                    |                                                    |                                                    |
| 4  | 1993年 | 国士舘(2)                                          | 東京                                               | 実施せず                                           | 天理櫟本道場                                       | 奈良                                               |                                                    |                                                    |                                                    |
| 5  | 1994年 | 国士舘(3)                                          | 東京                                               | 実施せず                                           | 五十嵐道場                                         | 埼玉                                               |                                                    |                                                    |                                                    |
| 6  | 1995年 | 国士舘(4)                                          | 東京                                               | 実施せず                                           | 石下町体育協会                                     | 茨城                                               |                                                    |                                                    |                                                    |
| 7  | 1996年 | 国士舘(5)                                          | 東京                                               | 実施せず                                           | 共栄塾中田道場                                     | 富山                                               |                                                    |                                                    |                                                    |
| 8  | 1997年 | 国士舘(6)                                          | 東京                                               | 実施せず                                           | 羽鳥少年団                                         | 岐阜                                               |                                                    |                                                    |                                                    |
| 9  | 1998年 | 国士舘(7)                                          | 東京                                               | 実施せず                                           | 相武館吉田道場                                     | 神奈川                                             |                                                    |                                                    |                                                    |
| 10 | 1999年 | 弦巻(3)                                            | 東京                                               | 実施せず                                           | 一道館田代道場                                     | 東京                                               |                                                    |                                                    |                                                    |
| 11 | 2000年 | 国士舘(8)                                          | 東京                                               | 実施せず                                           | 可部道場                                           | 広島                                               |                                                    |                                                    |                                                    |
| 12 | 2001年 | 国士舘(9)                                          | 東京                                               | 実施せず                                           | 松美柔道スポーツ少年団                             | 山口                                               |                                                    |                                                    |                                                    |
| 13 | 2002年 | 田原                                               | 福岡                                               | 実施せず                                           | 鶴来坂田道場                                       | 石川                                               |                                                    |                                                    |                                                    |
| 14 | 2003年 | 国士舘(10)                                         | 東京                                               | 実施せず                                           | 登別誠有館有櫛道場                                 | 北海道                                             |                                                    |                                                    |                                                    |
| 15 | 2004年 | 大蔵                                               | 福岡                                               | 実施せず                                           | 泰山学舎                                           | 宮崎                                               |                                                    |                                                    |                                                    |
| 16 | 2005年 | 大成                                               | 愛知                                               | 実施せず                                           | 大石道場                                           | 愛知                                               |                                                    |                                                    |                                                    |
| 17 | 2006年 | 大成(2)                                            | 愛知                                               | 実施せず                                           | 橿原市少年クラブ                                   | 奈良                                               |                                                    |                                                    |                                                    |
| 18 | 2007年 | 大成(3)                                            | 愛知                                               | 実施せず                                           | 芦塚柔道場                                         | 宮崎                                               |                                                    |                                                    |                                                    |
| 19 | 2008年 | 国士舘(11)                                         | 東京                                               | 相原                                               | 神奈川                                             | 春日柔道クラブ                                     | 東京                                               |                                                    |                                                    |
| 20 | 2009年 | 小野                                               | 兵庫                                               | 相原(2)                                            | 神奈川                                             | 朝飛道場                                           | 神奈川                                             |                                                    |                                                    |
| 21 | 2010年 | 国士舘(12)                                         | 東京                                               | 渋谷教育学園渋谷                                   | 東京                                               | 正木道場                                           | 和歌山                                             |                                                    |                                                    |
| 22 | 2011年 | 国士舘(13)                                         | 東京                                               | 香長                                               | 高知                                               | 東福岡柔道教室                                     | 福岡                                               |                                                    |                                                    |
| 23 | 2012年 | 国士舘(14)                                         | 東京                                               | 大成                                               | 愛知                                               | 朝飛道場(2)                                        | 神奈川                                             |                                                    |                                                    |
| 24 | 2013年 | 国士舘(15)                                         | 東京                                               | 大成(2)                                            | 愛知                                               | 朝飛道場(3)                                        | 神奈川                                             |                                                    |                                                    |
| 25 | 2014年 | 大成(4)                                            | 愛知                                               | 大成(3)                                            | 愛知                                               | 朝飛道場(4)                                        | 神奈川                                             |                                                    |                                                    |
| 26 | 2015年 | 大成(5)                                            | 愛知                                               | 大成(4)                                            | 愛知                                               | 朝飛道場(5)                                        | 神奈川                                             |                                                    |                                                    |
| 27 | 2016年 | 国士舘(16)                                         | 東京                                               | 鶴田                                               | 青森                                               | 朝飛道場(6)                                        | 神奈川                                             |                                                    |                                                    |
| 28 | 2017年 | 国士舘(17)                                         | 東京                                               | 帝京                                               | 東京                                               | 松前柔道塾                                         | 東京                                               |                                                    |                                                    |
| 29 | 2018年 | 大成(6)                                            | 愛知                                               | 大成(5)                                            | 愛知                                               | 古賀塾                                             | 神奈川                                             |                                                    |                                                    |
| 30 | 2019年 | 埼玉栄                                             | 埼玉                                               | 五條東                                             | 奈良                                               | 朝飛道場(7)                                        | 神奈川                                             |                                                    |                                                    |
| 31 | 2020年 | 新型コロナウイルスの影響で中止されることになった。 | 新型コロナウイルスの影響で中止されることになった。 | 新型コロナウイルスの影響で中止されることになった。 | 新型コロナウイルスの影響で中止されることになった。 | 新型コロナウイルスの影響で中止されることになった。 | 新型コロナウイルスの影響で中止されることになった。 | 新型コロナウイルスの影響で中止されることになった。 | 新型コロナウイルスの影響で中止されることになった。 |
| 32 | 2021年 | 新型コロナウイルスの影響で中止されることになった。 | 新型コロナウイルスの影響で中止されることになった。 | 新型コロナウイルスの影響で中止されることになった。 | 新型コロナウイルスの影響で中止されることになった。 | 新型コロナウイルスの影響で中止されることになった。 | 新型コロナウイルスの影響で中止されることになった。 | 新型コロナウイルスの影響で中止されることになった。 | 新型コロナウイルスの影響で中止されることになった。 |
| 33 | 2022年 | 修徳                                               | 東京                                               | 佐久長聖                                           | 長野                                               | 山武柔道西塾                                       | 千葉                                               |                                                    |                                                    |
| 34 | 2023年 | 東海大相模                                         | 神奈川                                             | 五條東(2)                                          | 奈良                                               | 岐阜北柔道クラブ                                   | 岐阜                                               |                                                    |                                                    |
| 35 | 2024年 | 東海大相模(2)                                      | 神奈川                                             | 五條東(3)                                          | 奈良                                               | 生目道場                                           | 宮崎                                               |                                                    |                                                    |

### 個人戦歴代優勝選手
| 年     | 中学生     | 中学生 | 小学生     | 小学生 |
| ------ | ---------- | ------ | ---------- | ------ |
| 1990年 | 宮内寛二   | 茨城   | 井上康生   | 宮崎   |
| 1991年 | 高森啓吾   | 福岡   | 市ノ渡秀一 | 青森   |
| 1992年 | 井上康生   | 宮崎   | 沢田彰     | 愛知   |
| 1993年 | 井上康生   | 宮崎   | 山本育輝   | 奈良   |
| 1994年 | 竹下忠良   | 東京   | 高井洋平   | 神奈川 |
| 1995年 | 長利功三   | 北海道 | 村上和幸   | 宮崎   |
| 1996年 | 皆川和也   | 東京   | 寺島秀則   | 神奈川 |
| 1997年 | 谷口徹     | 神奈川 | 下田浩之   | 岐阜   |
| 1998年 | 戸川裕介   | 東京   | 寺島光済   | 神奈川 |
| 1999年 | 名雪挙矢   | 東京   | 高田薫識   | 福岡   |
| 2000年 | 岡野武芳   | 東京   | 内野寛和   | 福岡   |
| 2001年 | 山本達浩   | 富山   | 上鍵泰弘   | 奈良   |
| 2002年 | 高嶋昌史   | 東京   | 春山友紀   | 千葉   |
| 2003年 | 森田晃弘   | 広島   | 高橋良介   | 北海道 |
| 2004年 | 羽賀善之介 | 神奈川 | 丸山剛毅   | 宮崎   |

## 誤審を巡って
2015年9月22日に東京武道館で開催された今大会の小学生の部において誤審問題が発生した。
決勝戦では神奈川県の朝飛道場対茨城県の無心塾飯島道場の対戦となった。先鋒戦は朝飛の選手が相手の背負投を返して技ありで優勢勝ち、次峰戦は無心塾の選手が袈裟固で一本勝ちした。1-1ながら無心塾側が内容差でリードして迎えた中堅戦において、朝飛の選手が無心塾の選手を終了間際に抑え込んだ。しかし、9秒で解けたところで試合時間も終了となったことから、本来はポイントなしで両者の対戦は引き分けに終わるところだった。ところが、試合終了直後に主審は抑えこんだ秒数の確認を行うために副審と合議を行った。この際に、試合会場のデジタイマーが接触不良により「10の位」が表示されない状況にあったことを認識していた副審2名が、抑え込みの9秒を19秒と勘違いして主審に提言すると、主審は時計係に対して正確な抑えこみ秒数の確認を経ることなく、それを受け入れてしまった。その結果、朝飛側に技ありを言い渡す事態となった。この時点では審判委員長の平野弘幸もジュリーも、この決定に何ら介入することなく事態を静観していた。一方で、無心塾の監督は立ち上がってこれに抗議するものの、この抗議の声を聞き取れる範囲内にいた副審は無視するかの如く何の反応も示さず、試合は副将戦に突入した。この時、無心塾の監督は中堅戦の選手をあくまでも畳に留まらせた上で誤審の確認を要求すべきであったし、副将戦にも選手を送り出すべきではなかったとの意見も出ている。
副将戦では無心塾の選手が技ありを先取したものの、朝飛道場の選手が横四方固で逆転の一本勝ちを収めたことにより、3-1となって数字の上では朝飛道場の優勝ということになってしまった。しかしながら、この試合では小学生に禁止されている腕緘を極めながらの横四方固に入っていることから、主審は抑えこみを宣告する以前に「まて」をかけるべきであったとの指摘もなされている。
副将戦の終了後、主審が何らかの異変に気付いて先ほどの件で副審と再び合議に入ると、事態をようやく把握した審判委員長の平野に呼び出された。そこで中堅戦に誤審があったことの説明を受けて、誤審を認識するに至った。審判側は両監督に納得してもらった上で誤審を訂正すべきだと提案すると、審判委員長の平野もそれを受け入れた。早速、朝飛道場の監督で全柔連強化委員会委員をも務める朝飛大に事の経緯を説明するも、旧「IJF試合審判規定」第19条fの6項に記されている、「一度、主審が試合者に試合の結果を指示したならば、主審と副審が試合場を離れた後には、主審はその判定を変えることができない。主審が間違って、違う試合者に試合の勝ちを指示したときは、2人の副審は、主審と副審が試合場を離れる前に、主審が間違った判定を直させなければならない。主審と副審とによる三者多数決によってなされたすべての動作や判定は、最終的なものであり、抗議は許されない。」という条項を根拠に誤審の訂正を拒否した。(なお、朝飛は後に述べる新規定の「2014年-2016年国際柔道連盟試合審判規定」を十分に把握していなかった。また、問題の技ありポイントが抑え込み前に相手選手が抱きつき小外掛を仕掛けて扱けたところを、自チームの選手がそれを浴びせる格好となった状況に与えられたものだと勘違いしていたという)。その後、無心塾飯島道場監督の長島宏幸に相手側が誤審を受け入れないために誤審の訂正ができないとの事情を説明したが、当然のことながら長島はそれに納得しなかった。
しかしながら結果として、審判委員長の平野は朝飛が誤審を受け入れなかった事態を容認して、「誤審があったが、試合は成立している。よって訂正せずこのまま試合を進める」と場内アナウンスをするに至った。その後の大将戦では無心塾の選手が指導2で勝利したものの、最終的に3-2で朝飛道場が4年連続5度目の優勝を果たすことになった。さらには、決勝の先鋒戦で勝利するなど今大会において初戦から5戦全勝した朝飛の息子が最優秀選手に贈られるマルちゃん賞を受賞した。
IJFの「2014年-2016年国際柔道連盟試合審判規定」(第19条 試合の終了 第1項)によれば、次のように記されている。
「主審は、本条項に記載されている状況となったとき、「それまで」と宣告し、試合を終了させる。「それまで」と宣告したとき、主審は、試合者がその宣告に気付かずに試合を続けることのないよう、常に試合者を視野に入れておく。主審が第８条に記載されている動作によって試合結果を示した後、試合者はそれぞれ一歩下がり、礼をした後、試合場横の定められた安全地帯から退場する。試合者が試合場から退場する際、柔道衣を正しく着用していなければならない。試合場内では柔道衣を脱ぐこと、あるいは帯を解いてはならない。主審は、必要に応じて、試合結果を示す前に、試合者に柔道衣を直させるべきである。2名の副審は、主審が誤って違う試合者に勝ちを示したとき、主審と副審が試合場を離れる前に、主審に訂正させなければならない。その後は試合結果を変更できない。審判委員会の委員がその間違いに気付いたとき、訂正を指示するために主審、副審を呼ぶことができる。主審と副審による三者多数決によって判断され、全ての動作や判定が、審判委員会の委員によって合意を受けた場合、その判定は最終的なものであり抗議は許されない。」
さらに、全柔連発行による「IJF審判規定決定版（解釈）」」(15．試合結果について)では以下のように記されている。
「審判員が試合場を降りた後でも、結果に誤りがあり、その原因が明らかに人為的ミス（タイムキーパーの記録違い）である場合は、試合者を再度試合場にあげて勝者宣告のやり直し、もしくはGSからの試合再開ができることとする。」
今回の誤審は「技効果の評価」などではなく、「抑え込んだ秒数の計測違い」という明らかな人為的ミスによるものである以上、上の規定通り試合裁定のやり直しが可能となり得る。その際には両監督に事態を説明した上で訂正の了承を得る必要など全くなく、単に審判委員長の平野がやり直しの裁定を通達すればよいだけであったにもかかわらず、不必要な挙に打って出たことで大いなる混乱を招く事態となった。結果的に裁定の責任を当事者同士に押し付ける形ともなった審判委員長の平野や、当事者として主体的に事の解決を図る努力を怠ったジュリーの責任は重いとの指摘もなされている。
一方で、元世界チャンピオンである筑波大学柔道部総監督の岡田弘隆はFacebookで今大会について取り上げて、そもそも中堅戦の抑えこみ自体が不十分な態勢であって成立していない可能性があると証拠写真を添付した上で疑問を投げかけるとともに、本来ポイントの付かない場面で技ありを付与した明らかな誤審が発生したにもかかわらず、その誤審の訂正を頑なに拒否して自チームの勝利にあくまでも執着し続けた朝飛大の姿勢を次のように厳しく批判した。｢しかし、この審判の間違いよりも大きな問題は、朝飛道場の監督が試合結果の訂正を受け入れなかったことです。柔道家として、いや人として絶対に許せない行為です。さらに、e柔道のコメントは、「投技の評価が『技あり』だと思った」という内容でしたが、呆れてものが言えません。何故なら、投げてないからです。負けた無心塾の監督は、子供たちに対して物凄く責任を感じています。責任を感じるべきは、優勝チームの監督では｣。
これに対して柔道サイト eJudo編集長の古田英毅は、｢そもそも「試合成立後に変更が可能である」新規定を知らず、疑義を呈したところ自身の責任であるかのごとくそれを判定に反映され、ために恰好の標的となってしまった朝飛大氏への、これまでの活動や人格自体を攻撃するような批判も看過しがたいものと考える。ルールを曲げたのは、朝飛大氏ではなく審判委員会と審判団である。ここだけは、絶対にはき違えてはならない｣と、朝飛を擁護する声をあげた。
この見解を受けて岡田は次のように語った。｢(誤審の訂正に同意を求められた)朝飛監督の立場であれば、当然、それを受け入れるべきでした。私は、百人に聞けば百人が受け入れると思っておりましたが、e-judoの見解はそうではありませんでした。投げ技の「有効」があったかどうかではなく、9秒の抑え込みが「技あり」かどうかという問題です。試合が成立しているからと、明らかな誤りを受け入れないという態度はいかがなものかという主張を私はしただけです。朝飛先生のこれまでの実績や、人格全てを否定したつもりはありません。同じ指導者の立場で、今回のようなケースであれば、迷うことなく訂正を受け入れるし、その前に自分から中堅戦の勝ち名乗りの時点で審判に間違いを申告します。私は、ほとんどの柔道指導者がそうされるだろうと確信しています。したがって、そうされなかったことに対して理解できなかったのです。残念でなりません。｣。
なお、今大会から3週間以上が経過した10月16日になって、ようやく主催者である全柔連側より誤審に関する公式見解が発表された。全柔連審判委員会委員長の西田孝宏名義で出された声明によれば、中堅戦で朝飛道場に技ありを与えたのは誤審だったとして、この一戦を引き分けに訂正することに決めた。さらには、当事者である審判員に注意を与えるとともに審判員全体の資質向上に努めるとした。この結果、両チームの対戦成績は2-2ながら内容差により、朝飛道場の優勝自体に変更を及ぼすものとはならなかった。